# Березівка (Березівський район, Красноярський край)
Березівка — селище міського типу, адміністративний центр Березівського району Красноярського краю Росії.
Центр і єдиний населений пункт в складі муніципального утворення зі статусом міського поселення селище Березівка. в рамках адміністративно-територіального устрою відповідає адміністративно-територіальній одиниці селище міського типу Березівка.
Селище розташоване на річці Єнісей, на схід від Красноярська, безпосередньо за межею цього міста.

## Історія
Селище було засноване в 1639 році, у зв'язку з будівництвом Введенського чоловічого монастиря (будувався як богадільня для хворих і травмованих козаків Красноярського острогу), з 1678 року — село.
1639 рік увійшов в історію як рік заснування Березівки. Саме в цьому році монахи Спаського монастиря з Єнісейска Іван і Герасим купили у отамана Мілослава Кольцова землі в гирлі річки Березівки для будівництва Введенського чоловічого монастиря.
У 1678 році в монастирі будується церква, і Березівка отримує статус села.
З 1966 року — селище міського типу.
З 1983 року — районний центр Березівського району Красноярського краю.

## Промисловість
У Березівці: кар'єроуправління, ремонтний завод, меблева фабрика, птахофабрика та інші підприємства.

## Уродженці
- Єфіменко Василь Вікторович (1971—2014) — солдат резерву МВС України, учасник російсько-української війни.